# Gouvernement Coulibaly I
Pour les articles homonymes, voir Gouvernement Coulibaly.
 (janvier 2017).
Si vous disposez d'ouvrages ou d'articles de référence ou si vous connaissez des sites web de qualité traitant du thème abordé ici, merci de compléter l'article en donnant les références utiles à sa vérifiabilité et en les liant à la section « Notes et références ».
Troisième République
Duncan V Coulibaly II
Le premier gouvernement Amadou Gon Coulibaly est le premier gouvernement de la Troisième République ivoirienne.
Formé le 11 janvier 2017, il est remanié le 19 juillet 2017,.

## Composition

### Initiale (11 janvier 2017)
| Image | Fonction                                          |  | Nom                  | Parti |
| ----- | ------------------------------------------------- |  | -------------------- | ----- |
|       | Président de la République Ministre de la Défense |  | Alassane Ouattara    | RDR   |
|       | Vice-président de la République                   |  | Daniel Kablan Duncan | PDCI  |
|       | Premier ministre                                  |  | Amadou Gon Coulibaly | RDR   |

#### Ministre d'État
| Image | Fonction                                  |  | Nom            | Parti |
| ----- | ----------------------------------------- |  | -------------- | ----- |
|       | Ministre de l’Intérieur et de la Sécurité |  | Hamed Bakayoko | RDR   |

#### Ministres
| Image | Fonction |  | Nom                         | Parti       |
| ----- | --- |  | --------------------------- | ----------- |
|       | Ministre de l’Économie et des Finances                                                                         |  | Adama Koné                  | Indépendant |
|       | Ministre du Budget et du Portefeuille de l’État                                                                |  | Abdourahmane Cissé          | Indépendant |
|       | Ministre des Affaires étrangères                                                                               |  | Marcel Amon-Tanoh           | PDCI        |
|       | Ministre de l'Emploi et de la Protection sociale                                                               |  | Jean Claude Kouassi         |             |
|       | Garde des Sceaux, Ministre de la Justice et des Droits de l’Homme                                              |  | Sansan Kambilé              |             |
|       | Ministre de l'Intégration Africaine et des Ivoiriens de l'Extérieur                                            |  | Ally Coulibaly              | RDR         |
|       | Ministre de l'Éducation nationale et de l’Enseignement technique et de la Formation professionnelle            |  | Kandia Camara               | RDR         |
|       | Ministre du Pétrole, de l’Énergie et du Développement des Énergies renouvelables                               |  | Thierry Tanoh               |             |
|       | Ministre des Infrastructures économiques                                                                       |  | Amédé Koffi Kouakou         |             |
|       | Ministre de l'Industrie et des Mines                                                                           |  | Jean-Claude Brou            | Indépendant |
|       | Ministre du Plan et du Développement                                                                           |  | Kaba Nialé                  | Indépendant |
|       | Ministre des Transports                                                                                        |  | Amadou Koné                 |             |
|       | Ministre du Commerce, de l’Artisanat et de la promotion des PME                                                |  | Souleymane Diarrassouba     |             |
|       | Ministre des Ressources animales et halieutiques                                                               |  | Kobenan Kouassi Adjoumani   | PDCI        |
|       | Ministre de la Santé et de l'Hygiène publique                                                                  |  | Raymonde Goudou Coffie      | Indépendant |
|       | Ministre de l'Agriculture et du Développement rural                                                            |  | Mamadou Sangafowa Coulibaly | RDR         |
|       | Ministre de la Construction, du Logement, de l’Assainissement et de l’Urbanisme                                |  | Claude Isaac Dé             |             |
|       | Ministre de la Salubrité, de l’Environnement et du Développement Durable, Porte-parole Adjoint du Gouvernement |  | Anne Desirée Ouloto         | RDR         |
|       | Ministre de la Culture et de la Francophonie                                                                   |  | Maurice Bandaman            | RDR         |
|       | Ministre des Eaux et Forêts                                                                                    |  | Général Issa Coulibaly      |             |
|       | Ministre de l'Enseignement supérieur et de la Recherche scientifique                                           |  | Ramata Ly-Bakayoko          |             |
|       | Ministre des Transports                                                                                        |  | Amadou Koné                 | RDR         |
|       | Ministre de la Communication, de l’Economie Numérique et de la Poste Porte-parole du gouvernement              |  | Bruno Koné                  | Indépendant |
|       | Ministre du Tourisme                                                                                           |  | Siandou Fofana              | Indépendant |
|       | Ministre de la Femme , de la Protection de l’Enfant et de la Solidarité                                        |  | Mariatou Koné               |             |
|       | Ministre de la Fonction publique et de la Modernisation de l'Administration                                    |  | Pascal Abinan Kouakou       |             |
|       | Ministre de la Promotion de la jeunesse, de l'Emploi des jeunes et du Service civique                          |  | Sidi Tiémoko Touré          | RDR         |

#### Ministres délégués
| Image | Fonction                                                            |  | Nom                   | Parti       |
| ----- | ------------------------------------------------------------------- |  | --------------------- | ----------- |
|       | Ministre auprès du président de la République, chargé de la Défense |  | Alain-Richard Donwahi | Indépendant |

#### Secrétaire d'État
| Image | Fonction                                                                       |  | Nom           | Parti |
| ----- | ------------------------------------------------------------------------------ |  | ------------- | ----- |
|       | Secrétaire d'État à l'Enseignement technique et à la Formation professionnelle |  | Mamadou Touré | RDR   |

### Remaniement du 19 juillet 2017
| Image | Fonction                                                         |  | Nom                  | Parti |
| ----- | ---------------------------------------------------------------- |  | -------------------- | ----- |
|       | Président de la République                                       |  | Alassane Ouattara    | RDR   |
|       | Vice-président de la République                                  |  | Daniel Kablan Duncan | PDCI  |
|       | Premier ministre Ministre du Budget et du Portefeuille de l’État |  | Amadou Gon Coulibaly | RDR   |

#### Ministre d'État
| Image | Fonction               |  | Nom            | Parti |
| ----- | ---------------------- |  | -------------- | ----- |
|       | Ministre de la Défense |  | Hamed Bakayoko | RDR   |

#### Ministres
| Image | Fonction |                       | Nom                         | Parti       |  |
| ----- | --- | --------------------- | --------------------------- | ----------- |  |
|       | Ministre de l’Intérieur et de la Sécurité                                                                     |                       | Sidiki Diakité              | Indépendant |  |
|       | Ministre de l’Économie et des Finances                                                                        |                       | Adama Koné                  | Indépendant |  |
|       | Ministre des Affaires étrangères                                                                              |                       | Marcel Amon-Tanoh           | PDCI        |  |
|       | Ministre de l'Emploi et de la Protection sociale                                                              |                       | Jean Claude Kouassi         |             |  |
|       | Garde des Sceaux, ministre de la Justice et des Droits de l'Homme                                             |                       | Sansan Kambilé              |             |  |
|       | Ministre de l'Intégration africaine et des Ivoiriens de l'extérieur                                           |                       | Ally Coulibaly              | RDR         |  |
|       | Ministre de l'Éducation Nationale, de l’Enseignement Technique et de la formation Professionnelle             |                       | Kandia Camara               | RDR         |  |
|       | Ministre du Pétrole, de l’Energie et du Développement des Energies Renouvelables                              |                       | Thierry Tanoh               |             |  |
|       | Ministre de la Salubrité, de l’Environnement et du Développement Durable Porte-parole Adjoint du Gouvernement |                       | Anne Desirée Ouloto         | RDR         |  |
|       | Ministre des Infrastructures économiques                                                                      |                       | Amédé Koffi Kouakou         |             |  |
|       | Ministre de l'Industrie et des Mines                                                                          |                       | Jean-Claude Brou            | Indépendant |  |
|       | Ministre du Plan et du Développement                                                                          |                       | Nialé Kaba                  | Indépendant |  |
|       | Ministre de l'Enseignement technique et de la Formation professionnelle                                       |                       | Paul Koffi Koffi            |             |  |
|       | Ministre des Transports                                                                                       |                       | Amadou Koné                 | Indépendant |  |
|       | Ministre du Commerce, de l’Artisanat et de la promotion des PME                                               |                       | Jean-Louis Billon           |             |  |
|       | Ministre de la Communication, de l’Economie Numérique et de la Poste Porte-parole du gouvernement             |                       | Bruno Nabagné Koné          | RDR         |  |
|       | Ministre des Ressources animales et halieutiques                                                              |                       | Kobenan Kouassi Adjoumani   | PDCI        |  |
|       | Ministre de la Santé et de l'Hygiène publique                                                                 |                       | Raymonde Goudou Coffie      | Indépendant |  |
|       | Ministre de l'Agriculture et du Développement rural                                                           |                       | Mamadou Sangafowa Coulibaly | RDR         |  |
|       | Ministre de la Construction, du Logement, de l’Assainissement et de l’Urbanisme                               |                       | Claude Isaac Dé             |             |  |
|       | Ministre de la Culture et de la Francophonie                                                                  |                       | Maurice Bandaman            | RDR         |  |
|       | Ministre des Eaux et Forêts                                                                                   |                       | Alain-Richard Donwahi       | Indépendant |  |
|       | Ministre de l'Enseignement supérieur et de la Recherche scientifique                                          |                       | Ramata Ly-Bakayoko          |             |  |
|       | Ministre des Transports                                                                                       |                       | Gaoussou Touré              | RDR         |  |
|       | Ministre du Tourisme                                                                                          |                       | Siandou Fofana              |             |  |
|       | Ministre de la Femme, de la Protection de l'enfant et de la Solidarité                                        |                       | Mariatou Koné               |             |  |
|       | Ministre de la Fonction publique                                                                              |                       | Issa Coulibaly              |             |  |
|       | Ministre de la Promotion de la jeunesse, de l'Emploi des jeunes et du Service civique                         |                       | Sidi Tiémoko Touré          | RDR         |  |
|       | Ministre de la Modernisation de l’Administration et de l’Innovation du Service Public                         | Pascal Abinan Kouakou |                             |             |  |
|       | Ministre des Sports et des Loisirs                                                                            |                       | François Albert Amichia     | PDCI        |  |

#### Secrétaire d'État
| Image | Fonction                                                                                    |  | Nom           | Parti       |
| ----- | ------------------------------------------------------------------------------------------- |  | ------------- | ----------- |
|       | Secrétaire d'État auprès du Premier ministre, chargé du Budget et du Portefeuille de l'État |  | Moussa Sanogo | Indépendant |
|       | Secrétaire d’État chargé de l'Enseignement technique et de la Formation professionnelle     |  | Mamadou Touré | RDR         |